# Lesley Vickerage
Lesley Vickerage (Londen, 1 juli 1961) is een Engelse actrice. 
Zij speelde Ellie in My Good Friend, Helen Lynley in The Inspector Lynley Mysteries, Viv Casey in Grafters en zij trad ook op in The Bill, Soldier Soldier, Inspector Morse en Between the Lines.
- International Standard Name Identifier: 0000 0003 7195 0559
- Library of Congress Control Number: no2009112487
- Virtual International Authority File: 91179505
- WorldCat: E39PBJrGyp4hfRYtpgD6Yr4cyd